# Arenophryne
Arenophryne is een geslacht van kikkers uit de familie Australische fluitkikkers (Myobatrachidae). De groep werd voor het eerst wetenschappelijk beschreven door Tyler in 1976.
Er zijn twee soorten die endemisch zijn in Australië. Lange tijd was het geslacht monotypisch, tot de in 2008 beschreven soort Arenophryne xiphorhyncha bij het geslacht werd ingedeeld.

## Taxonomie
Geslacht Arenophryne
- Soort Arenophryne rotunda
- Soort Arenophryne xiphorhyncha

Arenophryne · 
Assa · 
Crinia · 
Geocrinia · 
Metacrinia · 
Mixophyes · 
Myobatrachus · 
Paracrinia · 
Pseudophryne · 
Rheobatrachus · 
Spicospina · 
Taudactylus · 
Uperoleia